# A porte chiuse (film 1961)
A porte chiuse è un film del 1961, diretto dal regista Dino Risi.

## Trama
Nella cittadina greca di Domokos viene celebrato il processo di Olga Duvovich, donna di grande bellezza accusata di avere ucciso il suo amante, un finanziere molto ricco.
Sia la difesa che l'accusa sfoggiano grandi abilità dialettiche a favore o contro l'imputata, ma gli elementi di prova sono piuttosto contrastanti e perciò il Presidente della Corte decide un sopralluogo nell'isola di Maratis, luogo del delitto, per un supplemento di indagini. Nella riposante e suggestiva località in cui Olga gode di grande influenza, la tensione del processo si stempera. Il fascino dell'imputata non manca di agire sul gruppo di severi e contegnosi rappresentanti della giustizia, al punto che Xatis s'innamora della vedova e decide di fuggire con lei sulla Costa Azzurra, una volta conclusosi favorevolmente il processo. Per convincerlo della propria innocenza, Olga gli mostra uno scritto in cui il defunto, mentre scagiona la donna per la propria morte, la disereda. Il foglio passa nelle mani del Pubblico ministero, che promette di non rivelarne il contenuto perché Olga non rimanga senza eredità, per ritornare subito dopo in quelle dell'imputata. Ma successivamente Olga si riappropria del documento rubandolo. Ripreso il processo, Olga ottiene una assoluzione e parte subito per l'estero senza Xatis. 
Ma un'amara sorpresa l'attende: frugando Olga ha rubato un foglio senza importanza, mentre lo scritto del defunto marito è ancora nelle mani del Pubblico ministero, e servirà a sfogare la delusione di Xatis, che la fa diseredare.

## Produzione

### Riprese
La cittadina di Domokos e l'isola di Maratis in realtà non esistono. Il film è stato girato in gran parte a Maratea, in Basilicata.